# Eagle (US-amerikanische Automarke)
Eagle war eine von dem US-amerikanischen Automobilhersteller Chrysler von 1987 bis 1998 geführte Automobilmarke.

## Geschichte
Nachdem Chrysler im August 1987 AMC aufgekauft hatte, firmierten die 1453 AMC/Jeep-Händler unter der neuen Markenbezeichnung Eagle. Diese verkauften wie zuvor die Jeep-Modelle, Restbestände des allradgetriebenen AMC Eagle, den noch von AMC auf den Weg gebrachten Eagle Premier und danach einige Mitsubishi-Modelle in mehr oder weniger unveränderter Gestalt. Der Name „Eagle“ wurde von Chrysler von den AMC Eagle-Modellen übernommen.
Während ihrer gesamten Geschichte litt die Marke Eagle unter einem Mangel an Bekanntheit. Die meisten Eagle-Modelle wurden bei Chrysler-, Plymouth-, Dodge- und Mitsubishi-Händlern unter verschiedenen Bezeichnungen angeboten. Chrysler befand sich Ende der 1980er Jahre in finanziellen Schwierigkeiten und verfügte nicht über die Mittel, um seine neue Automobilsparte auszubauen. Außerdem waren die Jeep-Fahrzeuge recht beliebt und profitabel, so dass der Großteil der Marketingressourcen der Sparte in die Jeep-Produktpalette floss. Da die Jeep-Produkte einen höheren Bekanntheitsgrad und höhere Gewinnspannen aufwiesen, konzentrierten sich viele Händler stärker auf Jeeps und betrachteten die Eagle-Pkw-Reihe als Ablenkung für dieses Geschäft. Ihre Verkaufs- und Servicekompetenz lag vor allem bei den allradgetriebenen Jeeps und den Eagle-Allradmodellen von AMC.
Außerdem kam es nach der Übernahme von AMC durch Chrysler zu einer Neuordnung des Händlernetzes. Einige ehemalige AMC/Jeep-Händler wurden mit Chrysler-Plymouth-Franchisebetrieben zusammengelegt. Bis zu diesem Zeitpunkt hatten die Chrysler-Plymouth-Vertretungen kein Sport Utility Vehicle (SUV) zu verkaufen, und die Hinzufügung der Jeep-Reihe half den Händlern, den Kunden eine Reihe von Fahrzeugen in einem schnell wachsenden Marktsegment anzubieten. Der Zusammenschluss mag den einzelnen Händlern geholfen haben, aber er führte dazu, dass die im Entstehen begriffene Eagle-Sparte und ihre größtenteils abgeleiteten Modelle in einen ungünstigen Wettbewerb um die Aufmerksamkeit mit den oft ähnlichen, aber schon länger etablierten und bekannteren Pkw-Produktlinien von Chrysler und Plymouth gerieten.
Der einzige Wagen, der auf einer Chrysler Plattform aufbaute, war der Eagle Vision (in Europa Chrysler Vision). Er basierte auf der Chrysler LH-Plattform, die auch die Modelle Chrysler Concorde, Chrysler New Yorker und Dodge Intrepid verwendeten.

## Einstellung
Die Marke Eagle wurde schrittweise abgeschafft. 1996 stellte Chrysler den auf dem Mitsubishi Mirage basierenden Eagle Summit ein, nachdem die fast identischen Modelle Dodge und Plymouth Colt nach 1994 aus dem Programm genommen worden waren. Nach einem Jahrzehnt schleppender Verkäufe kündigte Chrysler im September 1997 die Einstellung der Marke Eagle an, und der Eagle Vision wurde eingestellt. Kurz darauf lief der letzte Eagle Talon des Modelljahres 1998 vom Band, danach wurde er zusammen mit der Marke Eagle ebenfalls eingestellt. Der Vertrieb der Jeep-Modelle wurde auf die übrigen Händler des Chrysler-Konzerns aufgeteilt. 
Chrysler hatte ursprünglich geplant, den Eagle Vision für 1999 neu zu gestalten. Prototypen und Werbeaufnahmen einer zweiten Generation, die VanCuren Eagle genannt wurden, trugen sogar das Eagle-Logo und die Produktion des Vision wurde bis September 1997 fortgesetzt, um die Händler bis zur Einführung des neuen Fahrzeugs mit genügend Beständen des älteren Modells zu versorgen. Nach der Einstellung der Marke wurde das Auto dann später zum Chrysler 300M. Es gab 1995 auch einen Prototyp mit dem Namen Eagle Jazz, der einem viertürigen Talon sehr ähnlich sah, aber nicht verwirklicht wurde.

## Modelle
Folgende Modelle wurden unter dem Markennamen Eagle verkauft:
- Eagle Medallion (1987–1989, auf Basis des Renault 21)
- Eagle Premier (1987–1991, auf Basis des Renault 25)
- Eagle Summit (1988–1996, auf Basis von Mitsubishi Lancer, Mitsubishi Colt und Mitsubishi Space Wagon)
- Eagle Vista (1989–1992, auf Basis von Mitsubishi Lancer, Mitsubishi Colt und Mitsubishi Space Wagon, Verkauf nur in Kanada)
- Eagle Talon (1989–1998, auf Basis des Mitsubishi Eclipse bzw. des Plymouth Laser)
- Eagle Vision (1992–1997) (in Europa als Chrysler Vision verkauft)
- Eagle 2000 GTX (1992–1993, auf Basis des Mitsubishi Galant, Verkauf nur in Kanada)

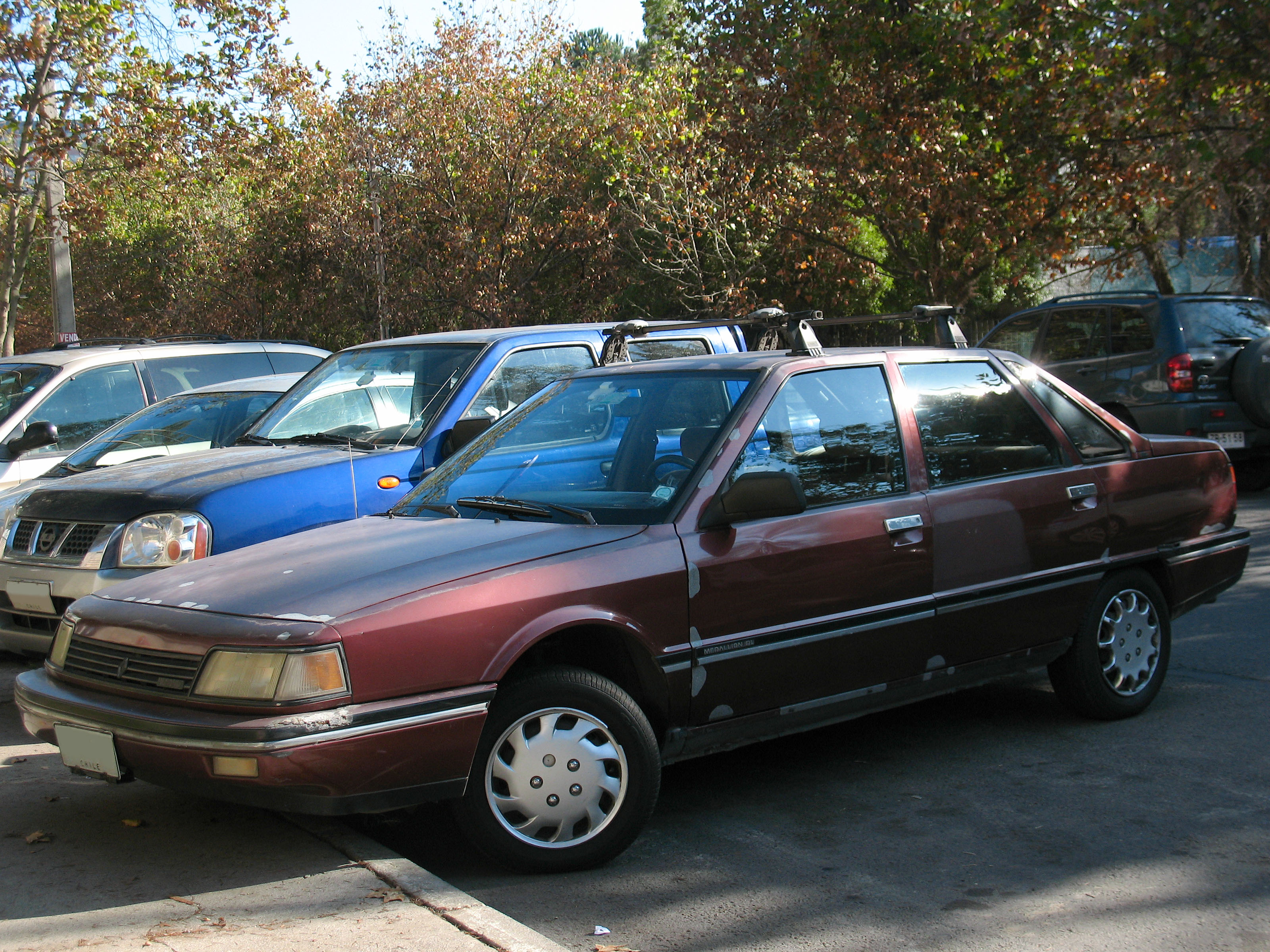
Eagle Medallion
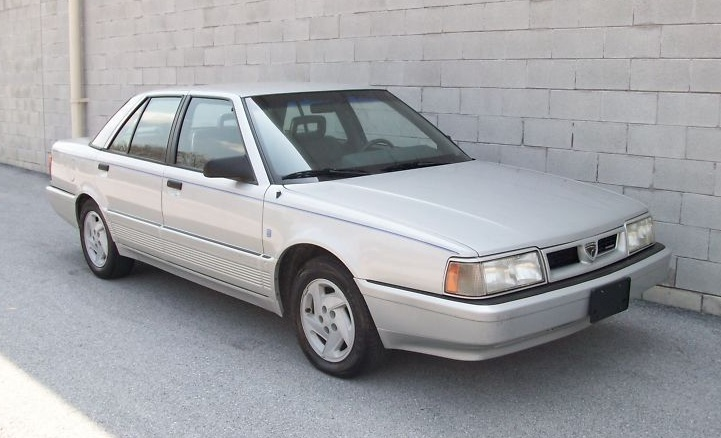
Eagle Premier
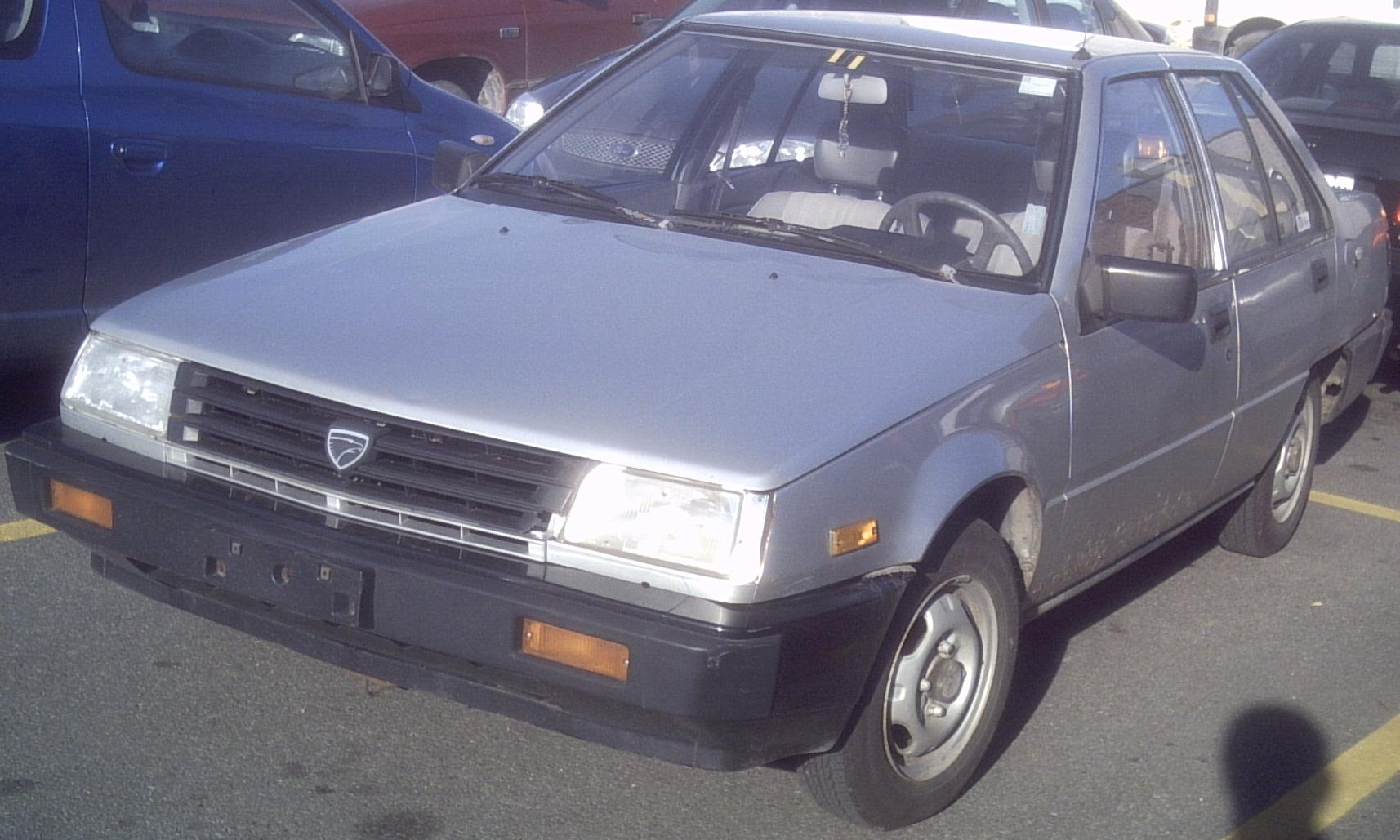
Eagle Vista
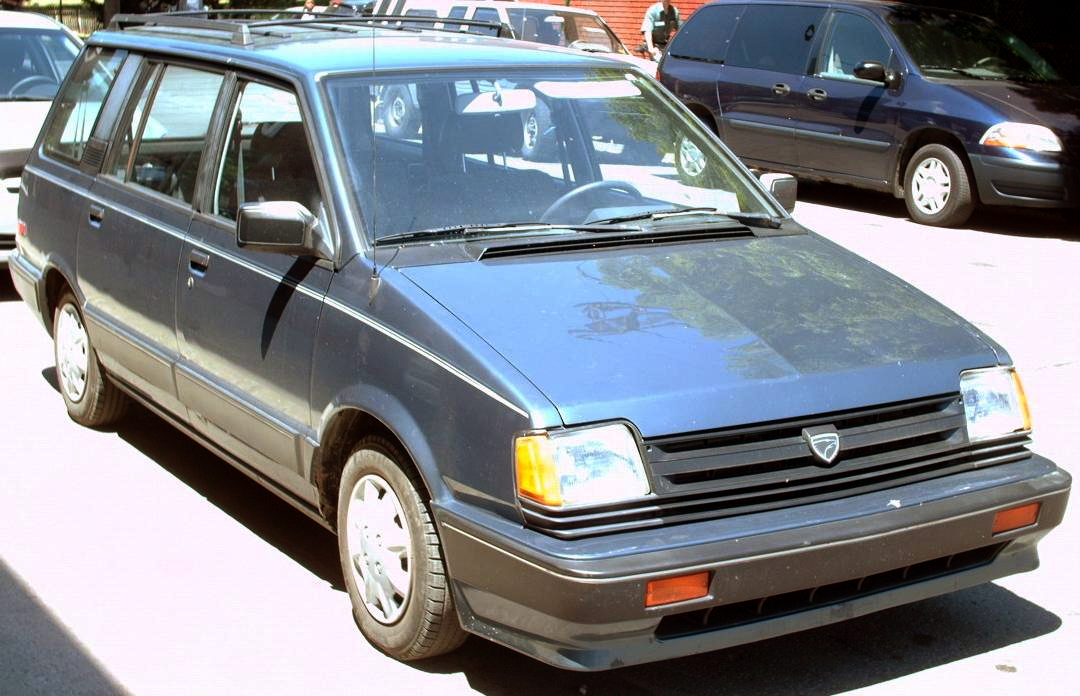
Eagle Vista Wagon
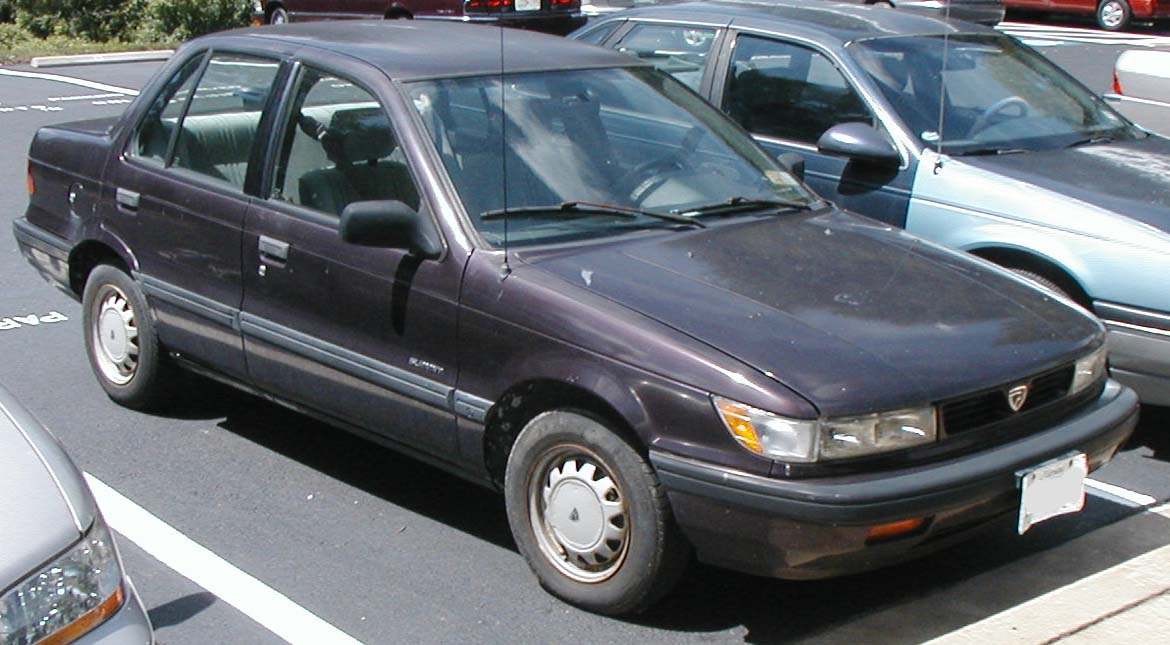
Eagle Summit
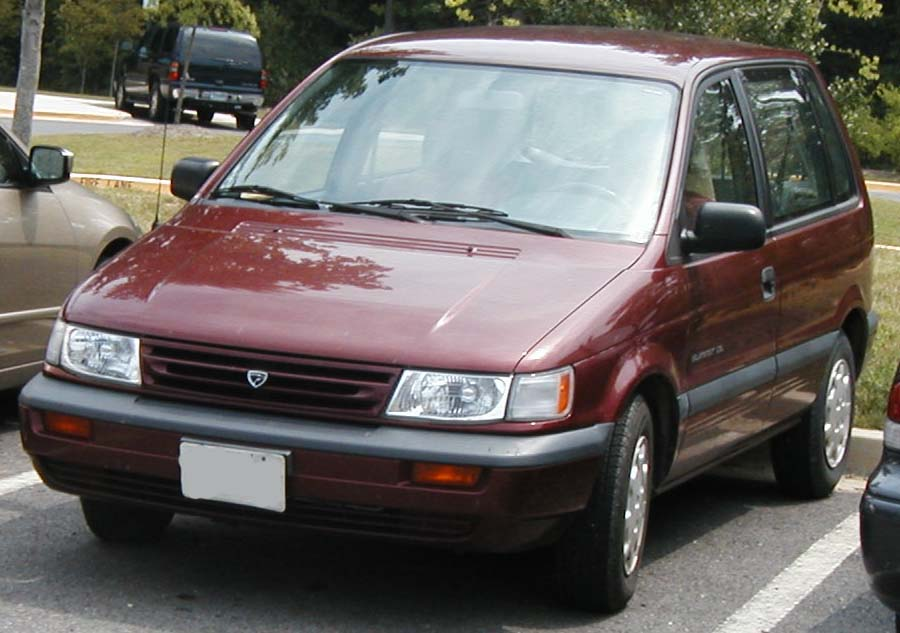
Eagle Summit Wagon
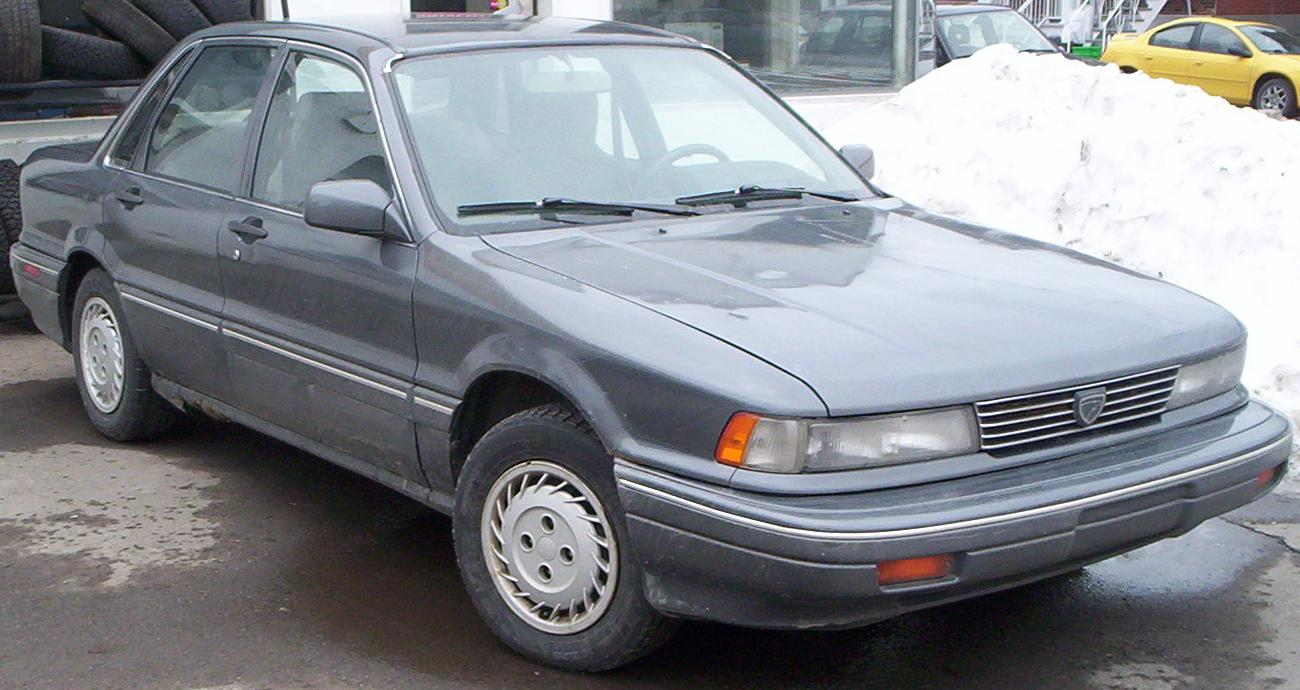
Eagle 2000 GTX
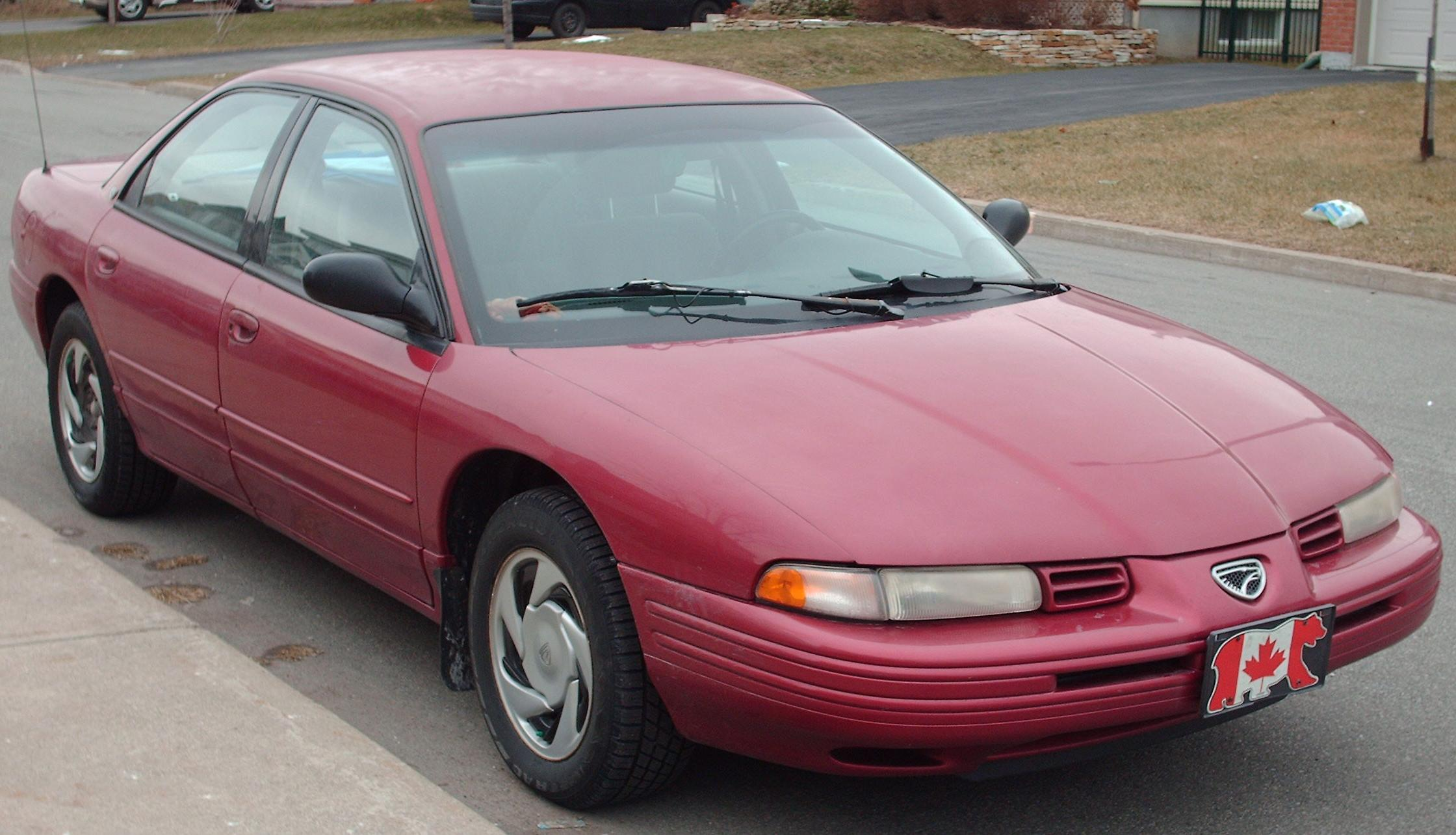
Eagle Vision
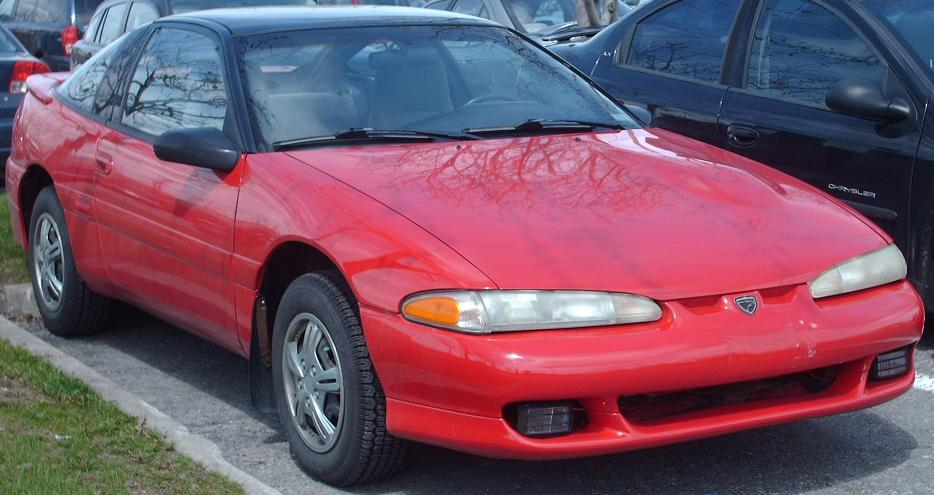
Eagle Talon 1. Generation
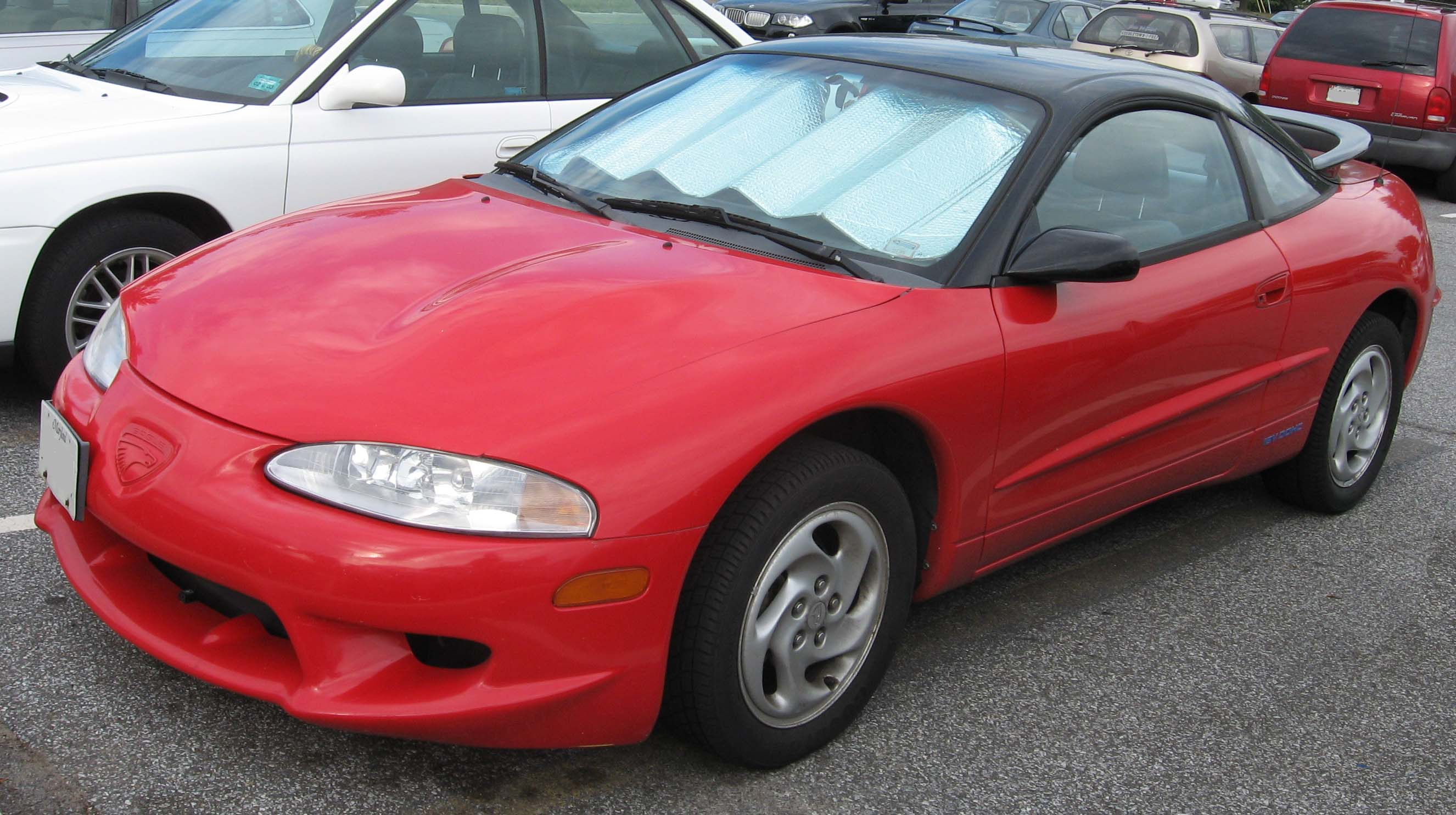
Eagle Talon 2. Generation

### Konzeptfahrzeug
Der Eagle Optima war ein Konzeptfahrzeug, das im Jahr 1990 auf der Detroit Auto Show vorgestellt wurde. Es handelte sich dabei um eine viertürige Limousine aus Aluminium im Cab-Forward-Design, die von einem 4,0-Liter-V8-Motor mit 32 Ventilen und Allradantrieb angetrieben wurde. Die Kraftübertragung erfolgte über ein Viergang-Automatikgetriebe.
Er gehörte zu einer Reihe von Konzepten der Chrysler Corporation (zu denen auch der Lamborghini Portofino von 1987 und der Chrysler Millennium von 1989 gehörten), die 1993 zu den Limousinen der Chrysler LH-Plattform (Eagle Vision, Dodge Intrepid, Chrysler Concorde) führten. Die Frontpartie des Optima inspirierte auch die zweite Generation des Eagle Talon von 1995 bis 1998.

## Übersicht über Pkw-Marken aus den USA, die mitEaglebeginnen
| Marke          | Hersteller                            | Vermarktungsbeginn | Vermarktungsende | Ort, Bundesstaat      |
| -------------- | ------------------------------------- | ------------------ | ---------------- | --------------------- |
| Eagle          | Eagle Automobile Company (New York)   | 1905               | 1905             | Buffalo, New York     |
| Eagle          | Eagle Automobile Company (New Jersey) | 1905               | 1907             | Rahway, New Jersey    |
| Eagle          | Eagle Motor Carriage Company          | 1908               | 1908             | Elmira, New York      |
| Eagle          | Eagle Automobile Company (Missouri)   | 1909               | 1909             | St. Louis, Missouri   |
| Eagle          | Eagle-Macomber Motor Car Company      | 1914               | 1915             | Chicago, Illinois     |
| Eagle          | Eagle Electric Automobile Company     | 1915               | 1916             | Detroit, Michigan     |
| Eagle          | Durant Motors                         | 1923               | 1924             | Lansing, Michigan     |
| Eagle          | Eagle Manufacturing                   | 1978               | 1984             | Campbell, Kalifornien |
| Eagle          | Eagle Coach Work                      | 1980               | 2001             | Amherst, New York     |
| Eagle          | Eagle (US-amerikanische Automarke)    | 1987               | 1998             | Detroit, Michigan     |
| Eagle-Macomber | Eagle-Macomber Motor Car Company      | 1916               | 1918             | Sandusky, Ohio        |